# Rattus richardsoni
Rattus richardsoni é uma espécie de roedor da família Muridae.
Pode ser encontrada nos seguintes países: Nova Guiné Ocidental e Indonésia.